# Adnan Catic
Adnan Catic, född 15 januari 2000, är en svensk fotbollsspelare som spelar för Örebro Syrianska IF.

## Klubbkarriär
Efter att ha inlett karriären i Rynninge IK tog Catic som 14-åring klivet över till BK Forward. Som 17-åring slog han sig in i seniorlaget, då huserande i division 2, och fick direkt vara med om ett avancemang till division 1.  Efter två och en halv säsong i BK Forwards seniorlag lämnade Catic sommaren 2019 division 1-fotbollen för allsvenska AFC Eskilstuna. Två och en halv vecka efter att han skrivit på för AFC Eskilstuna fick han göra allsvensk debut då han startade i mötet med AIK, debuten blev dock mardrömslik då Catic bröt näsan och drog på sig en straff.
I juni 2020 gick Catic till Östersunds FK i en bytesaffär där Francis Jno-Baptiste gick i motsatt riktning till AFC Eskilstuna. Den 25 augusti 2020 lånades Catic ut till Ljungskile SK på ett låneavtal över resten av säsongen. Den 4 januari 2021 meddelade Östersunds FK att de brutit kontraktet med Catic.
I slutet av mars 2021 blev Catic klar för spel i Örebro Syrianska IF som spelar i Ettan Norra.

## Landslagskarriär
Adnan Catic föräldrar kommer från Bosnien och Hercegovina och han är således tillgänglig för landslagsspel för både Sverige och Bosnien och Hercegovina.
Kort efter flytten till AFC Eskilstuna fick Catic debutera i landslagssammanhang, då han spelade 90 minuter när Sveriges U20-landslag besegrade Norge med 3-2 den 14 oktober 2019.

## Karriärstatistik
| Klubb               | Säsong             | Liga                      | Liga    | Liga | Nationell cup | Nationell cup | Totalt  | Totalt |
| Klubb               | Säsong             | Division                  | Matcher | Mål  | Matcher       | Mål           | Matcher | Mål    |
| ------------------- | ------------------ | ------------------------- | ------- | ---- | ------------- | ------------- | ------- | ------ |
| BK Forward          | 2017               | Division 2 Norra Svealand | 15      | 1    | 0             | 0             | 15      | 1      |
| BK Forward          | 2018               | Division 1 Norra          | 21      | 1    | 0             | 0             | 21      | 1      |
| BK Forward          | 2019               | Division 1 Norra          | 10      | 0    | 0             | 0             | 10      | 0      |
| BK Forward          | Totalt             | Totalt                    | 46      | 2    | 0             | 0             | 46      | 2      |
| AFC Eskilstuna      | 2019               | Allsvenskan               | 5       | 0    | 0             | 0             | 5       | 0      |
| AFC Eskilstuna      | 2020               | Superettan                | 0       | 0    | 3             | 0             | 3       | 0      |
| AFC Eskilstuna      | Totalt             | Totalt                    | 5       | 0    | 3             | 0             | 8       | 0      |
| Östersunds FK       | 2020               | Allsvenskan               | 0       | 0    | 0             | 0             | 0       | 0      |
| Ljungskile SK (lån) | 2020               | Superettan                | 4       | 0    | 0             | 0             | 4       | 0      |
| Örebro Syrianska IF | 2021               | Ettan Norra               | 20      | 1    | 1             | 0             | 21      | 1      |
| Örebro Syrianska IF | 2022               | Ettan Norra               | 1       | 0    | 0             | 0             | 1       | 0      |
| Örebro Syrianska IF | Totalt             | Totalt                    | 21      | 1    | 1             | 0             | 22      | 1      |
| Totalt i karriären  | Totalt i karriären | Totalt i karriären        | 76      | 3    | 4             | 0             | 80      | 3      |